# Lúcio Santarém
Lúcio Mota Matos, mais conhecido por Lúcio Santarém (Santarém, 28 de novembro de 1956 — Santarém, 27 de agosto de 2016) foi um futebolista e treinador de futebol brasileiro que atuou como atacante.

Após jogar em clubes de sua cidade, ganhou maior projeção a partir de 1979, quando jogava pelo Remo, além de ter destacada passagem pelo Ceará. Jogou ainda pelo Rio Negro antes de mudar-se para Portugal em 1981, tendo atuado por Vitória de Guimarães e Portimonense, voltando ao Brasil em 1984, quando foi contratado pelo Bahia.
Em 1985, passou por XV de Jaú e Ceará (terceira passagem) antes de voltar ao Rio Negro em 1986. Um acidente com o ônibus da delegação do time de Manaus, obrigou Lúcio, que sofreu várias fraturas, a encerrar prematuramente sua carreira de jogador, com apenas 29 anos.
Como técnico, obteve maior projeção com o São Raimundo, pelo qual levou a Pantera ao título da primeira edição do Série D, em 2009. Em 2012, inconformado com o desempenho da equipe de Santarém na primeira fase do Campeonato Paraense, entregou o cargo e encerra a carreira de treinador, passando a dedicar-se à administração do Estádio Colosso do Tapajós.

## Morte
Em 27 de agosto de 2016, Lúcio passou mal na sexta-feira (26) e procurou atendimento no Pronto-Socorro Municipal, sendo liberado posteriormente. Porém, voltou ao local e, apesar das tentativas de reanimação, sofreu um infarto e veio a morrer, aos 59 anos. Sua morte repercutiu em todo o meio esportivo santareno, e os principais clubes da cidade (São Raimundo e São Francisco), além da Prefeitura Municipal, expressaram pesar pela morte do ex-jogador.